# Золин Фильо, Карлос Алберто
Карлос Алберто Золин Фильо (порт. Carlos Alberto Zolim Filho; 27 ноября 1921, Порту-Алегри, штат Риу-Гранди ду Сул — 30 октября 2001, Порту-Алегри, штат Риу-Гранди ду Сул), более известен под именем Карлитос (порт. Carlitos) — бразильский футболист, левый нападающий. Лучший бомбардир за всю историю одного из сильнейших клубов Бразилии — «Интернасьонала».

## Биография
Вместе с Тезоуриньей и Аданзиньо Карлитос составлял знаменитую тройку нападения «Интера» в 1940-е годы, называемого «Каток» (порт. Rolo Compressor. Всю свою карьеру игрока с 1938 по 1951 год он провёл в одном клубе — «Интернасьонале», за который забил 326 голов. В 62 матчах против главного соперника «Интера», «Гремио» (классико Гре-Нал), Карлитос забил 42 мяча (в юбилейном издании Placar указано, что он забил 45 голов), что является рекордным показателем в истории противостяния двух клубов по сей день.
Карлос Алберто Золин Фильо занимает шестое место в истории бразильского футбола по количеству голов, забитых за один клуб. По этому показателю он уступает только Пеле («Сантос», 1091 гол), Роберто Динамиту («Васко да Гама», 617 голов), Зико («Фламенго», 502 гола), Пепе («Сантос», 405 голов) и Коутиньо («Сантос», 370 голов).
Карлитос — 10-кратный чемпион Лиги Гаушу, в том числе 8 раз подряд (1940—1948, 1950 и 1951). Он умер в возрасте 79 лет.

## Достижения
- Чемпион штата Риу-Гранди-ду-Сул (10): 1940, 1941, 1942, 1943, 1944, 1945, 1947, 1948, 1950, 1951
- Чемпион города Порту-Алегри (10): 1940, 1941, 1942, 1943, 1944, 1945, 1947, 1948, 1950, 1951